# Багаточиповий модуль

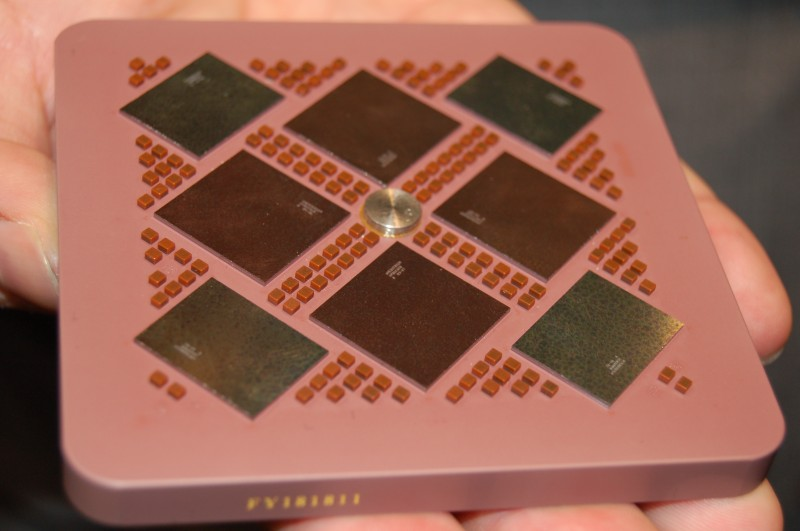
Багаточиповий модуль з чиплетами на керамічній основі

Багаточи́повий мо́дуль (англ. Multi-chip module, MCM) — спеціалізований електронний модуль, де інтегральні схеми (ІС), напівпровідникові чипи ("чиплети" англ. chiplets) або інші дискретні компоненти упаковані на об'єднуючій основі, що забезпечує їх використання як окремого компонента.

## Особливості реалізації
Основою можуть бути шліфовані керамічні (склокерамічні) підкладки, підкладки з листів (смуг) металу (наприклад, з залізонікелевого сплаву ковар), покриті склоемаллю, яка виконує роль діелектрика. Підкладками також можуть служити пластини монокристалічного кремнію. МКМ з такими монтажними (комутаційними) підкладками називають модулями Д-типу (MCM — D). У них провідники з міді, алюмінію або золота розташовані в різних рівнях на підкладках, а як міжрівневий ізолятор використовуються шари, як правило, полііміду, або бензоциклобутену, і поліпараксілілену. Різновидом МКМ Д-типу є МКМ з кремнієвими монтажними підкладками (КМП), в яких як діелектрик між алюмінієвими провідниками на різних рівнях металізації застосовують оксид кремнію (МКМ Si-типу або просто МКМ-Si).
Для обміну даними між чиплетами використовуються мережі на чипі (NoC), у тому числі з бездротовою передачею сигналів (WiNoC).